# 梅列尼
50°49′46″N 28°50′42″E / 50.82944°N 28.84500°E
梅列尼（烏克蘭語：Мелені），是烏克蘭的村落，位於該國北部日托米爾州，由科羅斯堅區負責管轄，始建於1532年，面積6.59平方公里，海拔高度174米，2001年該村落人口1,019。